# Editrice Giochi
Editrice Giochi, ou eg-Spiele, est un éditeur de jeux de société basé à Milan en Italie et à Francfort en Allemagne.
Fondé en 1963, il distribue en Italie la plupart des jeux mondialement connus : Scrabble, Monopoly, Risk, Boggle, etc. Il publie également une intéressante gamme de jeux d'auteurs.

## Quelques jeux édités
- Category, 1994, Spartaco Albertarelli
- Archimedes, 1995, Niek Neuwahl
- Kaleidos, 1995, Spartaco Albertarelli
- Fair Play, 1996, Spartaco Albertarelli
- Palmyra, 1996, Reiner Knizia
- Pitagoras, 1996, Niek Neuwahl
- Sisimizi, 1996, Alex Randolph
- Ponte Vecchio, 1996, Spartaco Albertarelli
- Word-Whiz, 1996, Hajo Bücken
- Jump!, 1998, Wolfgang Kramer et Michael Kiesling
- Pitstop, 2001, Spartaco Albertarelli et Angelo Zucca